# 아서 에드워드 엘리스
아서 에드워드 엘리스(영어: Arthur Edward Ellis, 1914년 7월 8일, 웨스트 요크셔 주 핼리팩스 ~ 1999년 5월 23일)는 잉글랜드의 축구 주심이다. 그는 웨스트 요크셔 주 핼리팩스 출신이다.
엘리스는 잉글랜드 축구 협회와 국제 축구 연맹 주관 주심을 맡았다. 그는 1950년, 1954년, 그리고 1958년 월드컵 경기를 주관했다. 이 중 1950년 대회 결승전과 1954년 3위 결정전, 1958년 3위 결정전의 굵직한 경기를 맡았다.

## 주심 경력
엘리스는 악명높은 1954년 베른의 난투극과 레알 마드리드-바르셀로나 1960-61 시즌 유러피언컵 2라운드 1차전 경기를 주관한 것으로 가장 잘 알려져 있다. 후자의 경기 막판에 엘리스 주심은 마드리드 문전으로 쇄도한 코치시 샨도르의 오프사이드를 무시했고, 반칙을 당한 헝가리인에게 페널티 킥을 판정했다. 결과는 동점골이 터지면서 무승부가 되었다.
엘리스는 잉글랜드 순회단 일원으로 1953년 여름에 아르헨티나를 돌았다. 그는 부에노스아이레스에서 열린 5월 17일 아르헨티나 경기를 주관했지만, 폭우로 23분 만에 경기를 취소했다. 사흘 전 시작한 순회는 리버 플레이트 경기장 관계자들과 진행했다. 엘리스는 모기에 물려 경기를 주관할 수 없다고 말했지만, 의무진의 권고를 무시하고 이후 그의 행보에 잉글랜드 선수 일부는 그를 '노란 쥐'라고 조소했다.
아르헨티나의 산 로렌소는 1956년 1월에 하이필드 로드에서 코번트리 시티를 상대했다. 전반전에 페널티킥을 받은 후, 엘리스는 호세 산필리포에 걷어차였고, 경기는 산필리포가 퇴장을 거부하면서 취소되었다. 엘리스는 훗날 "이들은 프로정신을 배워야 하며 우리가 가르칠 수 있다. 남미인들은 우리보다 더 열정적이고 흥분한다. 이들은 기행을 서슴지 않아 충동적으로 행동하면서도 몇 분 뒤에는 진심으로 사과한다."라고 회고했다.

### 1955-56년 유러피언컵
엘리스는 첫 유러피언컵에서 주심으로 참가해 몇 경기를 주관하였는데, 하이버니언의 경기를 2차전부터 준결승전까지 주관했고, 이후 파리의 파르크 데 프랭스에서 열린 결승전도 주관했다. 엘리스는 로트-바이스 에센과의 경기에서 유러피언컵을 같이 주관할 부심을 구해야 한다고 말을 들었다. 그는 이후: "저는 로치데일의 지미 케이틀린과 당시 요크셔 리그이자 현 풋볼 리그 부심을 프랭크 엘리스의 도움을 구하는데 성공했다. 프랭크 엘리스는 나의 동생이다. 우리는 유럽 축구 연맹의 요청에 따라 경기를 주관했고 - 요크셔 리그의 프랭크 엘리스를 포함한 우리 3인방은 아직도 명단에 있다! - 하이버니언과 스웨덴 우승 구단 간 2차전(2경기 모두)을 모두 주관할 수 있었다. 우리는 하이버니언과 프랑스의 상위권 구단 랭스 간 준결승 2차전도 주관했다."고 답변했다. 
"전 신설 대회의 사상 첫 결승전을 주관하기로 결정되었습니다 ... 제가 부심에 대해 생각했을 때 ... 또다시 잉글랜드 축구 협회가 같은 부심을 동반하면 그들만의 리그로 비추어질 수 있다며 개입했습니다. 랭스의 '부동의 심판단'으로 구성하라는 요청에도 불구하고, 저는 이번 경기 부심으로 블랙번의 메서스 J. 파킨슨과 볼턴의 토미 쿠퍼를 동반하기로 결정했습니다.

## 이후 행보
엘리스는 영국에서 토너먼트입니다(It's a Knockout) 예능 프로그램에서 주심으로 주관한 것으로 알려져 있는데, 대외적으로 그의 기행이 알려졌다. 그는 브라바존 경 하의 도박 토론자로도 나왔다. 1999년, 엘리스는 향년 84세에 전립선암으로 영면에 들었다.
엘리스는 1954년에 자서전 "세계에서 경기를 주관하며"(Refereeing Around the World)를 출판해 19장의 화보를 포함한 그의 주심 경력 주요 순간을 짚었다.

## 참고 문헌
- Hill, Jeffrey (2004). 〈Ellis, Arthur Edward (1914–1999)〉. 《옥스포드 영국 인명 사전》 온라인판. 옥스포드 대학교 출판부. doi:10.1093/ref:odnb/72380. (Subscription 또는 UK 공공도서관 회원 필수.)